# بردگوری شلیل سفلی
بردگوری شلیل سفلی مربوط به دوره هخامنشی -دوره سلوکیان است و در شهرستان اردل، بخش میانکوه، روستای شلیل سفلی واقع شده و این اثر در تاریخ ۸ مرداد ۱۳۸۱ با شمارهٔ ثبت ۵۹۹۳ به‌عنوان یکی از آثار ملی ایران به ثبت رسیده است.